# Kaskajaure (Jokkmokks socken, Lappland, 736745-168888)
Kaskajaure är en sjö i Jokkmokks kommun i Lappland och ingår i Luleälvens huvudavrinningsområde. Sjön har en area på 0,12 kvadratkilometer och ligger 352,1 meter över havet. Sjön avvattnas av vattendraget Bodträskån (Jåkkåjaurebäcken).

## Delavrinningsområde
Kaskajaure ingår i det delavrinningsområde (736769-168773) som SMHI kallar för Utloppet av Vuollaure. Medelhöjden är 399 meter över havet och ytan är 49,25 kvadratkilometer. Det finns ett avrinningsområde uppströms, och räknas det in blir den ackumulerade arean 62,98 kvadratkilometer. Bodträskån (Jåkkåjaurebäcken) som avvattnar avrinningsområdet har biflödesordning 2, vilket innebär att vattnet flödar genom totalt 2 vattendrag innan det når havet efter 164 kilometer. Avrinningsområdet består mestadels av skog (77 procent) och sankmarker (19 procent). Avrinningsområdet har 1,42 kvadratkilometer vattenytor vilket ger det en sjöprocent på 2,9 procent.